# باري هوروويتز
باري هوروويتز (بالإنجليزية: Barry Horowitz)‏ هو مصارع محترف أمريكي، ولد في 24 مارس 1959 في سانت بيترسبرغ في الولايات المتحدة.

## وصلات خارجية
- باري هوروويتز على موقع CageMatch worker (الإنجليزية)

- باري هوروويتز على موقع IMDb (الإنجليزية)
- باري هوروويتز على موقع قاعدة بيانات الفيلم (الإنجليزية)